# بيتر رايت (لاعب اتحاد الرغبي)
بيتر رايت (بالإنجليزية: Peter Wright)‏ هو لاعب اتحاد الرغبي بريطاني، ولد في 30 ديسمبر 1967 في المملكة المتحدة.

## وصلات خارجية
- بيتر رايت عل موقع إسبنسكروم (الإنجليزية)